# خدمة الضيافة

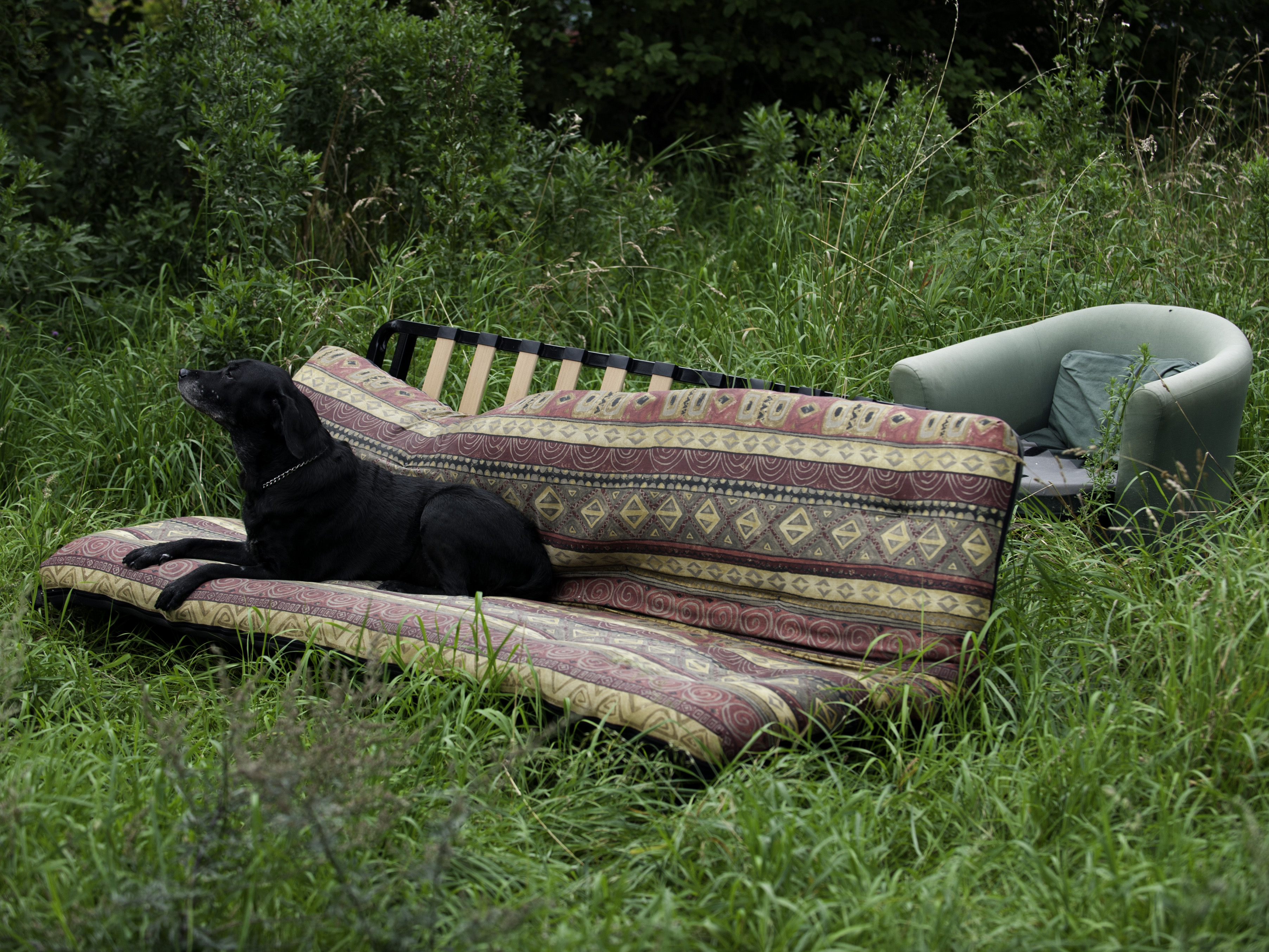

خدمة الضيافة أو مشاركة الإقامة أو تبادل الضيافة (اختصارا لhospex), هي خدمة تواصل شبكي اجتماعي منظم بشكل مركزي يستهدف المسافرين الذين يوفرون أو يبحثون عن مكان للاقامة (داخل منزل)، سواء كان ذلك لقاء مقابل مادي أو مجانيا.
تربط هذه الخدمة مستخدميها عبر شبكة الانترنت، وهي تمثل النمط الاستهلاكي التعاوني والتشاركي. في حال لم يتم تقاضي المال مقابل هذه الخدمة، يعتبر ذلك مثالا علن الاقتصاد المبني على المقايضة.